# 日本のバラエティ番組一覧
日本のバラエティ番組一覧（テレビばんぐみいちらん）は、日本のバラエティ番組を、年代別に一覧にしたものである。
2024年現在継続中の番組は太字で示す。

## 1950年代
- ニッケジャズパレード（日本テレビ）
- 光子の窓（日本テレビ）
- ミュージカルショー「チャンネルNo6」（大阪テレビ放送）
- ミナロン ドリーム・サロン（大阪テレビ放送）
- 宝塚テレビ劇場（大阪テレビ放送）
- 宝塚おとぎ劇場（大阪テレビ放送）
- 宝塚ファンコンテスト（大阪テレビ放送）
- 京阪ゼスチャーゲーム（大阪テレビ放送）
- かしまし三人娘（大阪テレビ放送）
- かしましアワー青春おてんば日記（大阪テレビ放送）
- グッドナイト・ファンタジー（大阪テレビ放送）
- 大丸ミュージカル・ショーウインドー（大阪テレビ放送）
- ダイハツコメディ・やりくりアパート（大阪テレビ放送）
- ダイラケのびっくり捕物帳（大阪テレビ放送）
- バッチリ天国（大阪テレビ放送）
- ユーモア航路（大阪テレビ放送）
- わが家は楽し（大阪テレビ放送）
- コント千一夜（大阪テレビ放送）
- LM*S珍道中（大阪テレビ放送）
- SKDテレビパレード（大阪テレビ放送）
- ソール・アチャラカ劇場（大阪テレビ放送）
- ちゃらんぽら人生（関西テレビ放送）
- ビガ助捕物帳（関西テレビ放送）
- ベビーギャング（関西テレビ放送）
- ヘルメス・ナイトキャップ（関西テレビ放送）
- 舶来寄席（関西テレビ放送）
- 宝塚テレビ劇場（関西テレビ放送）
- 宝塚ミュージック・サロン（関西テレビ放送）
- エノケンの孫悟空（ラジオ東京テレビ）
- あんみつ姫（ラジオ東京テレビ）
- カクテルサロン（ラジオ東京テレビ）
- ありちゃんのおかっぱ侍（ラジオ東京テレビ）
- SKDテレビパレード（ラジオ東京テレビ）
- テレビぴよぴよ大学（ラジオ東京テレビ）
- ファッションミュージック（ラジオ東京テレビ）
- リボンとまないた（ラジオ東京テレビ）
- ロッテ 歌のアルバム（ラジオ東京テレビ）
- 歌う青春列車（ラジオ東京テレビ）
- 歌のパレード（ラジオ東京テレビ）
- 金語楼劇場「おトラさん」（ラジオ東京テレビ）
- 街のチャンピオン（ラジオ東京テレビ）
- 島倉千代子ショー（ラジオ東京テレビ）
- 愉快な週刊誌（ラジオ東京テレビ）
- アイ・ラブ・亭主（ラジオ東京テレビ）
- お笑い三人組（NHK）
- おとなの漫画（フジテレビ）
- トランプゲーム（フジテレビ）
- 演芸大入袋（フジテレビ）
- ドラ子ちゃん（フジテレビ）
- バースデークイズ（フジテレビ）
- 落語ショー（フジテレビ）
- 鶴田浩二アワー（フジテレビ）
- デン助劇場（NETテレビ）

## 1960年代
- 夢であいましょう（NHK）
- シャボン玉ホリデー（日本テレビ）
- てなもんや三度笠（朝日放送）
- お昼のゴールデンショー（フジテレビ）
- 新春かくし芸大会（フジテレビ）
- 初詣!爆笑ヒットパレード（フジテレビ）
- コント55号の裏番組をぶっとばせ!（日本テレビ）
- 巨泉・前武ゲバゲバ90分!（日本テレビ）
- 金曜夜席→笑点（日本テレビ）
- 8時だョ!全員集合（TBS）

## 1970年代
- テレビ爆笑10年史（フジテレビ）
- ヤングおー!おー!（毎日放送）
- お笑いオンステージ（NHK）
- 万国びっくりショー（フジテレビ）
- TVジョッキー→スーパージョッキー（日本テレビ）
- ぎんざNOW（TBS）
- コント55号のなんでそうなるの?（日本テレビ）
- 金曜10時!うわさのチャンネル!!（日本テレビ）
- びっくり日本新記録（よみうりテレビ）
- パンチDEデート（関西テレビ）
- ドリフ大爆笑（フジテレビ）
- 欽ちゃんのドンとやってみよう!（フジテレビ）
- 新婚さんいらっしゃい!（朝日放送）
- ものまね王座決定戦（フジテレビ）
- クイズ・ドレミファドン!（フジテレビ）
- プロポーズ大作戦（朝日放送）
- カックラキン大放送（日本テレビ）
- みごろ!たべごろ!笑いごろ!（NETテレビ→テレビ朝日）
- 欽ちゃんのどこまでやるの!?（NETテレビ→テレビ朝日）
- お笑いマンガ道場（中京テレビ）
- 花の新婚!カンピューター作戦（関西テレビ）
- 欽ちゃんの爆笑仮装コンテスト 全日本仮装大賞→欽ちゃん&香取慎吾の新!仮装大賞→欽ちゃん&香取慎吾の全日本仮装大賞（日本テレビ）
- おはようスタジオ（テレビ東京）
  - おはスタ
- アイドル水泳大会（各局）

## 1980年代
- 笑ってる場合ですよ!（フジテレビ）
- たのきん全力投球（TBS）
- 今夜は最高!（日本テレビ）
- オレたちひょうきん族（フジテレビ）
- 欽ドン!良い子悪い子普通の子（フジテレビ）
- 森田一義アワー 笑っていいとも!（フジテレビ）
  - 笑っていいとも!増刊号
  - 笑っていいとも!特大号
- 欽ちゃんの週刊欽曜日（TBS）
- オールナイトフジ（フジテレビ）
- ライオンのいただきます→ライオンのごきげんよう（フジテレビ）
- 夕刊タモリこちらデス→タモリ倶楽部（テレビ朝日）
- 突然ガバチョ!（毎日放送）
- さんまのまんま（関西テレビ）
- 所さんのただものではない!（フジテレビ）
- 夕やけニャンニャン（フジテレビ）
- パラダイスGoGo!!（フジテレビ）
- アッコ・古舘のアッ!言っちゃった→アッコにおまかせ!（TBS）
- ビートたけしのスポーツ大将（テレビ朝日）
- 鶴ちゃんのプッツン5（日本テレビ）
- 天才・たけしの元気が出るテレビ!!（日本テレビ）
- 痛快なりゆき番組 風雲!たけし城（TBS）
- パオパオチャンネル（テレビ朝日）
- 志村けんのバカ殿様（フジテレビ）
- 志村けんのだいじょうぶだぁ（フジテレビ）
- ねるとん紅鯨団（関西テレビ）
- FNS27時間テレビ（フジテレビ）
- 鶴瓶上岡パペポTV（よみうりテレビ）
- テレビ探偵団（TBS）
- 探偵!ナイトスクープ（朝日放送）
- あっぱれさんま大先生（フジテレビ）
- どーする!?TVタックル→ビートたけしのTVタックル（テレビ朝日）
- 土曜深夜族→平成名物TV（TBS）
- 大竹まことのただいま!PCランド（テレビ東京）
- 加トちゃんケンちゃんごきげんテレビ→KATO&KENテレビバスターズ（TBS）
- 邦ちゃんのやまだかつてないテレビ（フジテレビ）
- クイズ世界はSHOW by ショーバイ!!→新装開店!SHOW by ショーバイ!!→新装開店!SHOW by ショーバイ2（日本テレビ）
- とんねるずのみなさんのおかげです→とんねるずのみなさんのおかげでした（フジテレビ）
- ダウンタウンのガキの使いやあらへんで!!→ダウンタウンのガキの使いやあらへんで!（日本テレビ）
- 夢で逢えたら（フジテレビ）

## 1990年代
- EXテレビ（日本テレビ・よみうりテレビ）
- 痛快!明石家電視台（毎日放送）
- カノッサの屈辱（フジテレビ）
- ウッチャンナンチャンの誰かがやらねば!→ウッチャンナンチャンのやるならやらねば!（フジテレビ）
- 浅草橋ヤング洋品店→ASAYAN（テレビ東京）
- 世界まる見え!テレビ特捜部（日本テレビ）
- 北野ファンクラブ→北野富士→足立区のたけし、世界の北野→たけしの斎藤寝具店→北野タレント名鑑→たけしのコマ大数学科 / ビートたけしのつくり方（フジテレビ）
- 明石家サンタの史上最大のクリスマスプレゼントショー（フジテレビ）
- 電波少年（日本テレビ）
- ウンナン世界征服宣言（日本テレビ）
- オールスター感謝祭（TBS）
- とんねるずの生でダラダラいかせて!!（日本テレビ）
- ジョーダンじゃない!?→どうーなってるの?!（フジテレビ）
- ダウンタウンのごっつええ感じ（フジテレビ）
- さんまのからくりTV→さんまのSUPERからくりTV（TBS）
- ものまねバトル（日本テレビ）
- とぶくすり（フジテレビ）
- 夢がMORI MORI（フジテレビ）
- TVチャンピオン→TVチャンピオン2（テレビ東京）
  - TVチャンピオン極 〜KIWAMI〜
- 開運!なんでも鑑定団（テレビ東京）
- ウゴウゴルーガ（フジテレビ）
  - ウゴウゴルーガ2号
- さんまのナンでもダービー（テレビ朝日）
- 料理の鉄人（フジテレビ）
- チューボーですよ!（TBS）
- たかじん胸いっぱい→胸いっぱいサミット!（関西テレビ）
- 投稿!特ホウ王国（日本テレビ）
- ウッチャンナンチャンの炎のチャレンジャーこれができたら100万円!!（テレビ朝日）
- しあわせ家族計画（TBS）
- 発明将軍ダウンタウン→ひらめけ!発明大将軍（日本テレビ）
- どうぶつ奇想天外!（TBS）
- ダウンタウンDX（よみうりテレビ）
- 恋のから騒ぎ（日本テレビ）
- HEY!HEY!HEY! MUSIC CHAMP（フジテレビ）
- P.S.愛してる!→PS→PS三世→PS純金（中京テレビ）
  - ヒューマングルメンタリー オモウマい店
- さんま・玉緒のお年玉あんたの夢をかなえたろかスペシャル（TBS）
- ねる様の踏み絵→とんねるずのカバチ（TBS）
- さんま&SMAP!美女と野獣のクリスマススペシャル（日本テレビ）
- THEわれめDEポン（フジテレビONE）
- メレンゲの気持ち（日本テレビ）
- ウッチャンウリウリ!ナンチャンナリナリ!!→ウッチャンナンチャンのウリナリ!!（日本テレビ）
- とんねるずのハンマープライス（関西テレビ）
- SMAP×SMAP（関西テレビ・フジテレビ）
  - 中居正広のボクらはみんな生きている（フジテレビ）
  - サタスマ→サタ☆スマ（フジテレビ）
  - デリバリー・スマップ デリスマ!（フジテレビ）
  - スマ夫（フジテレビ）
- LOVE LOVE あいしてる（フジテレビ）
- うたばん→ザ・ミュージックアワー（TBS）
- 『ぷっ』すま（テレビ朝日）
- 目撃!ドキュン（テレビ朝日）
- 快傑えみちゃんねる（関西テレビ）
- 輝け!噂のテンベストSHOW→新テンベストSHOW→どっちの料理ショー→新どっちの料理ショー（よみうりテレビ）
- ぐるぐるナインティナイン（日本テレビ）
- 爆笑オンエアバトル（NHK）
- めちゃ2モテたいッ!→めちゃ2イケてるッ!（フジテレビ）
- ジャングルTV〜タモリの法則〜→タモリのグッジョブ!胸張ってこの仕事（毎日放送）
- タモリのボキャブラ天国→タモリのSuperボキャブラ天国→タモリの超ボキャブラ天国→新ボキャブラ天国→黄金ボキャブラ天国→家族そろってボキャブラ天国→続!ボキャブラ天国→歌うボキャブラ天国（フジテレビ）
- Kanjani Knight（関西テレビ）
- 一人ごっつ→新・一人ごっつ→松ごっつ（フジテレビ）
- 鉄腕!DASH!!→ザ!鉄腕!DASH!!（日本テレビ）
- ココリコ黄金伝説→ココリコA級伝説→いきなり!黄金伝説。（テレビ朝日）
- saku saku MORNING CALL→saku saku（tvk）
- 伊東家の食卓（日本テレビ）
- 踊る!さんま御殿!!（日本テレビ）
- たけしの誰でもピカソ（テレビ東京）
- たかじんONEMAN（毎日放送）
- たけし・所のドラキュラが狙ってる（毎日放送）
- 人気者でいこう!（朝日放送）
  - 芸能人格付けチェック
- HAMASHO→浜ちゃんと!→浜ちゃんが!（よみうりテレビ）
- ワンダフル（TBS）
- 香取慎吾の天声慎吾→香取慎吾の特上!天声慎吾（日本テレビ）
- 笑う犬の生活→笑う犬の冒険→笑う犬の発見→笑う犬の情熱→笑う犬の太陽（フジテレビ）
- いろもん→いろもん貳→いろもん参（日本テレビ）
  - いろもん極
- 奇跡体験!アンビリバボー（フジテレビ）
- 加ト・けん・たけしの世紀末スペシャル!!（フジテレビ）
- 号外!!爆笑大問題→秘密の爆笑大問題→爆笑問題のススメ（札幌テレビ）
- チャンネル99→Q99→Q99II→ナイナイナ（テレビ朝日）
- フジリコ（よみうりテレビ）
- 明石家マンション物語→明石家ウケんねん物語（フジテレビ）
- ウチくる!?（フジテレビ）
- あいのり（フジテレビ）
- 第四学区→第4学区（フジテレビ）
- 冒険チュートリアル（関西テレビ）
- モザイクな夜→モザイクな夜V3（北海道テレビ）
- 水曜どうでしょう→どうでしょうリターンズ→水曜どうでしょうClassic（北海道テレビ）
- 鈴井の巣→鈴井の巣 presents n×u×k×i→ドラバラ鈴井の巣（北海道テレビ）

## 2000年代
- 夢対決!とんねるずのスポーツ王は俺だ!スペシャル（テレビ朝日）
- ハロー!モーニング。→ハロモニ@（テレビ東京）
- クイズ$ミリオネア（フジテレビ）
- 爆笑そっくりものまね紅白歌合戦スペシャル（フジテレビ）
- 堂本兄弟→新堂本兄弟（フジテレビ）
- 松本紳助→松紳（日本テレビ）
- トリビアの泉 〜素晴らしきムダ知識〜（フジテレビ）
- 中居正広の金曜日のスマたちへ→中居正広の金曜日のスマイルたちへ（TBS）
- 堂本剛の正直しんどい（テレビ朝日）
- ロンドンハーツ→金曜★ロンドンハーツ→ロンドンハーツ（テレビ朝日）
- 愛のエプロン（テレビ朝日）
- 銭形金太郎（テレビ朝日）
- ザ!世界仰天ニュース（日本テレビ）
- キスだけじゃイヤッ!→芸恋リアル（よみうりテレビ）
- SmaSTATION!!（テレビ朝日）
- サンデージャポン（TBS）
- 行列のできる法律相談所→行列のできる相談所（日本テレビ）
- さんタク（フジテレビ）
- エンタの神様（日本テレビ）
- 爆笑問題のバク天!（TBS）
- J3 KANSAI→ほんじゃに!→関ジャニ∞のジャニ勉（関西テレビ）
- ゲームセンターCX（フジテレビONE）
- ジャンクSPORTS（フジテレビ）
- 史上空前!! 笑いの祭典 ザ・ドリームマッチ（TBS）
- 歌がうまい王座決定戦スペシャル（フジテレビ）
  - お笑い芸人マジック王座決定戦スペシャル（フジテレビ）
  - お笑い芸人親子で漫才王座決定戦スペシャル（フジテレビ）
  - お笑い芸人どっきり王座決定戦スペシャル（フジテレビ）
- はねるのトびら（フジテレビ）
- いばらのもり (北海道テレビ)
- ハナタレナックス（北海道テレビ）
- おにぎりあたためますか(北海道テレビ)
- 素晴らしい世界(北海道テレビ)
- 水10!（フジテレビ）
  - ハッピーボーイズ!
  - ココリコミラクルタイプ
  - ワンナイR&R
  - オリキュン
- 元祖!でぶや（テレビ東京）
- きらきらアフロ→きらきらアフロTM（テレビ大阪）
- 笑いの金メダル（朝日放送）
- 決定!これが日本のベスト→決定!これが日本のベスト100全国一斉○○テスト→全国一斉○○テスト（テレビ朝日）
- 最終警告!たけしの本当は怖い家庭の医学→たけしの健康エンターテインメント!みんなの家庭の医学→名医とつながる!たけしの家庭の医学（朝日放送）
- テレバイダー（TOKYO MX）
- ノブナガ→本能Z（CBC）
- ナンボDEなんぼ（関西テレビ）
- 1×8いこうよ!（札幌テレビ）
- たかじんのそこまで言って委員会→そこまで言って委員会NP（ytv）
- サルヂエ（中京テレビ）
- 23 SATURDAY DREAM SHOW（フジテレビ）
  - リチャードホール
  - ブログタイプ
- 謎を解け!まさかのミステリー（日本テレビ）
- 世界一受けたい授業（日本テレビ）
- タモリのジャポニカロゴス（フジテレビ）
- 細木数子番組
  - ズバリ言うわよ!（TBS）
  - 幸せって何だっけ〜カズカズの宝話〜（フジテレビ）
- WORLD DOWNTOWN（フジテレビ）
- 中井正広のブラックバラエティ（日本テレビ）
- 虎の門（テレビ朝日）
- 内村プロデュース（テレビ朝日）
- くりぃむナントカ（テレビ朝日）
- アドレな!ガレッジ（テレビ朝日）
- さまぁ〜ずと優香の怪しい××貸しちゃうのかよ!!→クイズプレゼンバラエティー Qさま!!（テレビ朝日）
- げりらっパ（メ〜テレ）
- 雨上がり決死隊のトーク番組アメトーク!→雨上がり決死隊のトーク番組アメトーーク!→アメトーーク!（テレビ朝日）
  - 日曜もアメトーーク!
- ぐっさん家（東海テレビ）
- Cの嵐!→Dの嵐!→Gの嵐!→嵐の宿題くん（日本テレビ）
- 着信御礼!ケータイ大喜利（NHK）
- 怒りオヤジ〜愛の説教対局〜→怒りオヤジ3（テレビ朝日）
- run for money 逃走中（フジテレビ）
  - battle for money 戦闘中
- ネプリーグ（フジテレビ）
- ブギウギ専務(札幌テレビ)
- やりすぎコージー（テレビ東京）
  - やりすぎ都市伝説（テレビ東京）
- ビーバップ!ハイヒール（ABC）
- ザ・チーター（TBS）
- クイズ発見バラエティー イッテQ!→世界の果てまでイッテQ!（日本テレビ）
- リンカーン（TBS）
- 所さんの学校では教えてくれないそこんトコロ!（テレビ東京）
- ゴッドタン（テレビ東京）
- スキバラ（テレビ東京）
  - エンジョイガレッジ
  - ココリコミリオン家族
  - 撮りッたがり決死隊 トッターマンDS
  - キンコンヒルズ
  - ロンブーの怪傑!トリックスター
  - ガレッジ ワザーランド
  - 極楽とんぼのこちらササキ研究所→こちらササキ研究所
- 未来創造堂（日本テレビ）
- 内村さまぁ〜ず→内さまワールド（インターネット配信） ※配信元の変遷は該当記事を参照
- 秘密のケンミンSHOW→秘密のケンミンSHOW 極（ytv）
- 白黒アンジャッシュ（チバテレ）
- オオカミ少年（TBS）
- 謎のホームページ サラリーマンNEO→サラリーマンNEO（NHK）
- 天才!志村どうぶつ園→I LOVE みんなのどうぶつ園→嗚呼!!みんなの動物園（日本テレビ）
- 脳内エステ IQサプリ（フジテレビ）
- 太田光の私が総理大臣になったら…秘書田中。（日本テレビ）
- ウンナン極限ネタバトル! ザ・イロモネア 笑わせたら100万円（TBS）
- 裏ジャニ→∞のギモン→スカJ☆ 一番星→おもてなし音楽バラエティ むちゃ∞ブリ!（テレビ東京）
- カラオケ★バトル→THEカラオケ★バトル（テレビ東京）
- ザ・ベストハウス123（フジテレビ）
- ごぶごぶ（毎日放送）
- アグレッシブですけど、何か?（広島ホームテレビ）
- 所さんの世田谷ベース（BSフジ）
- 爆笑レッドカーペット（フジテレビ）
  - 爆笑ピンクカーペット
  - 爆笑ホワイトカーペット
- あらびき団（TBS）
- THE THREE THEATER→爆笑レッドシアター（フジテレビ）
- 社会科ナゾ解明TV ひみつのアラシちゃん!→ひみつのアラシちゃん!→ひみつの嵐ちゃん!（TBS）
- 今ちゃんの「実は…」（ABC）
- VS嵐→VS魂（フジテレビ）
- さんま&くりぃむの芸能界㊙個人情報グランプリ（フジテレビ）
- アナザースカイ→アナザースカイII→アナザースカイ（日本テレビ）
- 誰だって波瀾爆笑（日本テレビ）
- スクール革命!（日本テレビ）
- IPPONグランプリ（フジテレビ）
  - おもしろ言葉ゲーム OMOJAN（フジテレビ）
- 神さまぁ〜ず→さまぁ〜ず式→ホリさまぁ〜ず→マルさまぁ〜ず（TBS）
- ピカルの定理（フジテレビ）
- モヤモヤさまぁ〜ず2（テレビ東京）
- フットンダ（中京テレビ）
- ありえへん∞世界（テレビ東京）
- 人生が変わる1分間の深イイ話（日本テレビ）
- にけつッ!!（ytv）
- サプライズ→SUPER SURPRISE→火曜サプライズ（日本テレビ）
- ナニコレ珍百景（テレビ朝日）
- シルシルミシル→シルシルミシルさんデー（テレビ朝日）
- お願い!ランキング（テレビ朝日）
  - お願い!ランキングGOLD
- もしものシミュレーションバラエティー お試しかっ!（テレビ朝日）
  - 帰れま10→帰れまサンデー→帰れマンデー・見っけ隊!!
- ペケ×ポン→ペケ×ポン プラス（フジテレビ）
- AKB1じ59ふん!→AKB0じ59ふん!→AKBINGO!（日本テレビ）
  - NOGIBINGO!
  - KEYABINGO!
  - HINABINGO!
- にじいろジーン（関西テレビ）
- しゃべくり007（日本テレビ）
- 世界の怖い夜!（TBS）
- ブラタモリ（NHK）
- エチカの鏡〜ココロにキクTV〜（フジテレビ）
- ものまねグランプリ（日本テレビ）
- ホンマでっか!?TV（フジテレビ）
- お茶の水ハカセ（TBS）
- 空から日本を見てみよう（テレビ東京）
- 密室謎解きバラエティー 脱出ゲームDERO!→宝探しアドベンチャー 謎解きバトルTORE!（日本テレビ）
- 学べる!!ニュースショー!→そうだったのか!池上彰の学べるニュース→ここがポイント!!池上彰解説塾→池上彰のニュースそうだったのか!!（テレビ朝日）※ニュースバラエティーの確立
- ピラメキーノ→ピラメキーノ640（テレビ東京）
  - ピラメキーノG
- 鶴太郎のぐんま一番→ぐんま一番（群馬テレビ）
- クイズ☆タレント名鑑（TBS）
  - クイズ☆スター名鑑
  - クイズ☆正解は一年後

## 2010年代
- 東野・岡村の旅猿 プライベートでごめんなさい…（日本テレビ）
- 群馬を元気にするバラエティ JOYnt!→JOYのASOBU-TV JOYnt!（群馬テレビ）
- 戦国鍋TV 〜なんとなく歴史が学べる映像〜（テレビ神奈川他）
- センニュウ★感（テレビ東京）
- 冒険JAPAN! 関ジャニ∞MAP（テレビ朝日）
- 〜あらゆる世界を見学せよ〜 潜入!リアルスコープ→リアルスコープZ→超潜入!リアルスコープHYPER（フジテレビ）
- 嵐にしやがれ→1億3000万人のSHOWチャンネル（日本テレビ）
- 爆笑!ものまねウォーズ（TBS）
- ピカルの定理（フジテレビ）
- ピエール瀧のしょんないTV（静岡朝日テレビ）
- さんまのホントの恋のかま騒ぎ（TBS）
- 不可思議探偵団（日本テレビ）
- 関ジャニの仕分け∞（テレビ朝日）
- 幸せ!ボンビーガール（日本テレビ）
- ガリゲル（ytv）
- ヒルナンデス!（日本テレビ）
- Oh!どや顔サミット（ABC）
- 東西芸人いきなり!2人旅（ABC）
- 乃木坂って、どこ?→乃木坂工事中（テレビ愛知）
- 東北魂TV（BSフジ）
- 世界行ってみたらホントはこんなトコだった!?（フジテレビ）
- ほこ×たて（フジテレビ）
- ザキロバ!アシュラのススメ→名古屋ほじくりバラエティ ザキロバケイコ→ザキとロバ（メ〜テレ）
- ぶらぶらサタデー（フジテレビ）
  - タカトシ&温水が行く小さな旅シリーズ
  - 有吉くんの正直さんぽ
- TOKIOカケル（フジテレビ）
- 有吉弘行のダレトク!?（関西テレビ）
- ハレバレとんねるず 略してテレとん（テレビ東京）
- 世界は言葉でできている（フジテレビ）
- 爆笑 大日本アカン警察（フジテレビ）
- キンシオ(tvk)
- おじゃマップ→おじゃMAP!!（フジテレビ）
- マツコの知らない世界（TBS）
- 私の何がイケないの?（TBS）
- 爆報! THE フライデー（TBS）
- 炎の体育会TV（TBS）
- なんでもワールドランキング ネプ&イモトの世界番付（日本テレビ）
- ナカイの窓（日本テレビ）
- オードリーさん、ぜひ会ってほしい人がいるんです!→オードリーさん、ぜひ会ってほしい人がいるんです。（中京テレビ）
- もてもてナインティナイン（TBS）
- 解決!ナイナイアンサー（日本テレビ）
- 月曜から夜ふかし（日本テレビ）
- 解禁!暴露ナイト→〜裏ネタワイド〜 DEEPナイト→ヨソで言わんとい亭〜ココだけの話が聞ける㊙料亭〜→じっくり聞いタロウ〜スター近況㊙報告〜（テレビ東京）
- ウソのような本当の瞬間!30秒後に絶対見られるTV（テレビ東京）
- ストライクTV（テレビ朝日）
- マツコ&有吉の怒り新党→マツコ&有吉 かりそめ天国（テレビ朝日）
- 中居正広の怪しい噂の集まる図書館→中居正広のミになる図書館（テレビ朝日）
- 久保ヒャダこじらせナイト→久保みねヒャダこじらせナイト（フジテレビ）
- ニンゲン観察バラエティ モニタリング（TBS）
- 日曜×芸人（テレビ朝日）
- 今夜くらべてみました（日本テレビ）
- YOUは何しに日本へ?（テレビ東京）
- ぶっこみジャパニーズ（TBS）
- 有吉ジャポン→有吉ジャポンII ジロジロ有吉（TBS）
- 有吉反省会（日本テレビ）
- 有吉ゼミ（日本テレビ）
- 7つの海を楽しもう!世界さまぁ〜リゾート（TBS）
- まさかのタメ年トークバラエティー!ビックラコイタ箱→(秘)荷物!開封バラエティー ビックラコイタ箱→採用!フリップNEWS→この人に逢わせて喜ばせたい!逢喜利（中京テレビ）
- 駆け込みドクター!運命を変える健康診断（TBS）
- 使える芸能人は誰だ!?プレッシャーバトル!!→プレバト!!（MBS）
- 世界の日本人妻は見た!（MBS）
- なるみ・岡村の過ぎるTV（ABC）
- 笑神様は突然に…（日本テレビ）
- ジョブチューン アノ職業のヒミツぶっちゃけます!（TBS）
- 日本全国ご自慢列島 ジマング→さまぁ〜ずのご自慢列島ジマング（フジテレビ）
- キスマイBUSAIKU!?→キスマイ超BUSAIKU!?（フジテレビ）
- 明石家さんまのコンプレッくすっ杯（テレビ朝日）
- 明石家さんまの転職DE天職（日本テレビ）
- 相葉マナブ（テレビ朝日）
- ワイドナショー（フジテレビ）
- あのニュースで得する人損する人→得する人損する人（日本テレビ）
- 世界がザワついた（秘）映像 ビートたけしの知らないニュース（テレビ朝日）
- 所さんのニッポンの出番!（TBS）
- 笑いの王者が大集結!ドリーム東西ネタ合戦（TBS）
- ハンゲキ（フジテレビ）
- トコトン掘り下げ隊!生き物にサンキュー!!（TBS）
- 水曜日のダウンタウン（TBS）
- アメージパング!（TBS）
- アイ・アム・冒険少年（TBS）
- トリックハンター（日本テレビ）
- 櫻井有吉アブナイ夜会→櫻井・有吉 THE夜会（TBS）
- いろはに千鳥（テレビ埼玉）
- バイキング→バイキングMORE（フジテレビ）
- 林修先生の今やる!ハイスクール→林修の今でしょ!講座→林修のレッスン!今でしょ→林修の今、知りたいでしょ!（テレビ朝日）
- ヨルタモリ（フジテレビ）
- UTAGE!（TBS）
- これぞ!ニッポン流!→世界が驚いたニッポン! スゴ〜イデスネ!!視察団（テレビ朝日）
- マツコとマツコ→マツコ会議（日本テレビ）
- 松本家の休日（ABC）
- KinKi Kidsのブンブブーン（フジテレビ）
- 痛快TV スカッとジャパン（フジテレビ）
- ソレダメ!〜あなたの常識は非常識!?〜（テレビ東京）
- 日本人の3割しか知らないこと くりぃむしちゅーのハナタカ!優越館（テレビ朝日）
- お坊さんバラエティ ぶっちゃけ寺（テレビ朝日）
- しくじり先生 俺みたいになるな!!（テレビ朝日）
- クレイジージャーニー（TBS）
- 林先生が驚く初耳学!→林先生の初耳学→日曜日の初耳学（MBS）
- この差って何ですか?（TBS）
- いただきハイジャンプ（フジテレビ）
- 桃色つるべ〜お次の方どうぞ〜（関西テレビ）
- 世界の何だコレ!?ミステリー（フジテレビ）
- さんまのお笑い向上委員会（フジテレビ）
- 全力!脱力タイムズ（フジテレビ）
- メッセンジャーの○○は大丈夫なのか?（MBS）
- 有吉の壁（日本テレビ）
- 関ジャニ∞のTheモーツァルト 音楽王No.1決定戦（テレビ朝日）
- ダウンタウンなう→人志松本の酒のツマミになる話→酒のツマミになる話（フジテレビ）
- 夜の巷を徘徊する→夜の巷を徘徊しない（テレビ朝日）
- 関ジャム 完全燃SHOW（テレビ朝日）
- 関ジャニ∞クロニクル→関ジャニ∞クロニクルF（フジテレビ）
- ENGEIグランドスラム（フジテレビ）
- 欅って、書けない?→そこ曲がったら、櫻坂?（テレビ東京）
- さまぁ〜ずの神ギ問（フジテレビ）
- 優しい人なら解ける クイズやさしいね（フジテレビ）
- さんまの東大方程式（フジテレビ）
- 太田上田（中京テレビ）
- スタードラフト会議（日本テレビ）
- 沸騰ワード10（日本テレビ）
- こそこそチャップリン→じわじわチャップリン→にちようチャップリン→そろそろ にちようチャップリン→ぴったり にちようチャップリン（テレビ東京）
  - 俺たち、どようびチャップリン〜大爆笑!伝説ネタ祭り〜
- 雨上がりの「Aさんの話」〜事情通に聞きました!〜（ABC）
- NEWSな2人（TBS）
- あいつ今何してる?（テレビ朝日）
- 橋下×羽鳥の新番組（仮）→橋下×羽鳥の番組（テレビ朝日）
- あるある議事堂→こんなところにあるあるが。土曜♡あるある晩餐会（テレビ朝日）
- キスマイレージ→10万円でできるかな（テレビ朝日）
- 超ハマる!爆笑キャラパレード（フジテレビ）
- ネタパレ（フジテレビ）
- 珍種目No.1は誰だ!? ピラミッド・ダービー（TBS）
- 1周回って知らない話（日本テレビ）
- NEO決戦バラエティ キングちゃん（テレビ東京）
- 人名探求バラエティー日本人のおなまえっ!→ネーミングバラエティー 日本人のおなまえっ!（NHK総合）
- HITOSHI MATSUMOTO presents ドキュメンタル（Amazonプライム・ビデオ）
- 緊急SOS!池の水ぜんぶ抜く大作戦（テレビ東京）
- なら≒デキ〜○○なら××デキるはず〜→天才キッズ全員集合〜君ならデキる!!〜（テレビ朝日）
- 陸海空 こんな時間に地球征服するなんて→陸海空 地球征服するなんて→陸海空 こんなところでヤバいバル（テレビ朝日）
  - ナスD大冒険TV
- 出川哲朗の充電させてもらえませんか?（テレビ東京）
- 勇者ああああ（テレビ東京）
  - マヂカルクリエイターズ
- 所さんお届けモノです!（TBS）
- バラエティ開拓バラエティ 日村がゆく（AbemaTV）
- ウチのガヤがすみません!（日本テレビ）
- ジンギス談（北海道放送）
- Girls' Talk Trip ジョナサンと女子力UPの旅→オレ一応モデルなんですけど（群馬テレビ）
- スマートフォンデュ→無料屋（テレビ朝日）
- アップデート大学→激レアさんを連れてきた。（テレビ朝日）
- 女が女に怒る夜→上田と女が吠える夜（日本テレビ）
- ソノサキ〜のぞいてみたらスゴかった!〜→ソノサキ〜知りたい見たいを大追跡!〜（テレビ朝日）
- 超人女子→超人女子とズケ女→超人女子とズケ女プレゼンツ 超人女子戦士 ガリベンガーV→超人女子戦士 ガリベンガーV→謎解き戦士!ガリベンガーV（テレビ朝日）
- ラストアイドル（テレビ朝日）
- 名医のTHE太鼓判!（TBS）
- 世界くらべてみたら（TBS）
- 教えてもらう前と後（MBS）
- 林修のニッポンドリル（フジテレビ）
- 有吉ぃぃeeeee!そうだ!今からお前んチでゲームしない?（テレビ東京）
- 家事ヤロウ!!!（テレビ朝日）
- 所&林修のポツンと一軒家→ポツンと一軒家（朝日放送）
- 相席食堂（朝日放送）
- チコちゃんに叱られる!（NHK総合）
- 石橋貴明のたいむとんねる（フジテレビ）
- 直撃!シンソウ坂上（フジテレビ）
- 坂上&指原のつぶれない店（TBS）
- ひらがな推し→日向坂で会いましょう（テレビ東京）
- ザワつく!一茂良純時々ちさ子の会→ザワつく!金曜日（テレビ朝日）
- 坂上どうぶつ王国（フジテレビ）
- 新説!所JAPAN→所JAPAN（フジテレビ）
- 超逆境クイズバトル!! 99人の壁（フジテレビ）
- 芸能人が本気で考えた!ドッキリさせちゃうぞGP→芸能人が本気で考えた!ドッキリGP（フジテレビ）
- THE突破ファイル（日本テレビ）
- でんじろうのTHE実験（フジテレビ）
- 千鳥の大クセ写真館→テレビ千鳥（テレビ朝日）
- 松之丞カレンの反省だ!→伯山カレンの反省だ!!（テレビ朝日）
- 冒険発掘バラエティ 霜降り明星のあてみなげ（静岡朝日テレビ）
- そんなコト考えた事なかったクイズ!トリニクって何の肉!?→芸能界常識チェック!トリニクって何の肉!?（朝日放送）
- それって!?実際どうなの課（中京テレビ）
- 霜降りバラエティ→霜降りバラエティX（テレビ朝日）
- 爆笑問題のシンパイ賞!!→爆笑問題&霜降り明星のシンパイ賞!!（テレビ朝日）
- サンドウィッチマン&芦田愛菜の博士ちゃん（テレビ朝日）
- ワールド極限ミステリー（TBS）
- クイズ!あなたは小学5年生より賢いの?（日本テレビ）
- 華丸大吉&千鳥のテッパンいただきます!→火曜は全力!華大さんと千鳥くん（関西テレビ）
- あちこちオードリー（テレビ東京）
- 西村キャンプ場（テレビ新広島）

## 2020年代
- クイズ!THE違和感（TBS）
- デカ盛りハンター（テレビ東京）
- 土曜はナニする!?（関西テレビ）
- バナナサンド（TBS）
- 千鳥のクセがスゴいネタGP→千鳥のクセスゴ!（フジテレビ）
- 突然ですが占ってもいいですか?（フジテレビ）
- あざとくて何が悪いの?（テレビ朝日）
- ノブナカなんなん?→隣のブラボー様 ごほうび☆覗き見バラエティ→1泊家族（テレビ朝日）
- かまいガチ（テレビ朝日）
- ブイ子のバズっちゃいな!→電脳ワールドワイ動ショー→楽しく学ぶ!世界動画ニュース（テレビ朝日）
- あなたの代わりに見てきます!リア突WEST（朝日放送）
- THE鬼タイジ（TBS）
- 千鳥VSかまいたち→千鳥かまいたちアワー（日本テレビ）
- まつもtoなかい〜マッチングな夜〜→まつもtoなかい→だれかtoなかい（フジテレビ）
- ラヴィット!（TBS）
  - 夜明けのラヴィット!
- 週刊さんまとマツコ（TBS）
- それSnow Manにやらせて下さい（TBS）
- 再現できたら100万円!THE神業チャレンジ（TBS）
- お笑い実力刃→証言者バラエティ アンタウォッチマン!（テレビ朝日）
  - お笑い二刀流 MUSASHI
- キョコロヒー（テレビ朝日）
- ヤギと大悟（テレビ東京）
- 賞金奪い合いネタバトル ソウドリ〜SOUDORI〜（TBS）
- 新しいカギ（フジテレビ）
- 有吉クイズ（テレビ朝日）
- まさかのルールはなぜできた!? 作画プレゼン!刺さルール→爆問×伯山の刺さルール!（テレビ朝日）
- ザ・ベストワン（TBS）
- まだアプデしてないの?→まだアプデしてないの? Presents 逆転男子→なにわ男子の逆転男子（テレビ朝日）
- King & Princeる。→キントレ(日本テレビ)
- 私のバカせまい史（フジテレビ）
- 午前0時の森（日本テレビ）
- ワルイコあつまれ（NHK Eテレ）
- DEEPな店の常連さんに密着 イキスギさんについてった（TBS）
- 呼び出し先生タナカ（フジテレビ）
- 千鳥の鬼レンチャン（フジテレビ）
- ニンチド調査ショー→ザ・ニンチドショー（テレビ朝日）
- 出川一茂ホラン☆フシギの会（テレビ朝日）
- カズレーザーと学ぶ。（日本テレビ）
- ぽかぽか（フジテレビ）
- 月ともぐら（テレビ東京）